# Salisov
Salisov (něm. Salisfeld, polsky Salisów) je vesnice (osada), která je částí města Zlaté Hory. Leží 2,5 km na sever od Ondřejovic a 4,5 km na západ od Zlatých Hor, na severním svahu vrchu Stražisko, poblíž silnice ze Zlatých Hor do Mikulovic.

## Historie
Osada Salisov byla založena roku 1795 pruským šlechticem Karlem Ignazem von Salisem, majitelem statku Ondřejovice, po stranách říšské silnice ze Zlatých Hor do Mikulovic (silnice byla roku 1875 přeložena dále od vsi).
První dřevěná kaple v Salisově byla postavena roku 1823, již následujícího roku však podlehla bouřce. Nahradila ji jen zvonice. Nová dřevěná kaple byla postavena roku 1880 a rozšířena roku 1892, ale o dva roky později byla nahrazena dosud stojící zděnou budovou filiálního kostela Narození P. Marie.
Salisov patřil vždy k Ondřejovicím a s nimi byl přičleněn ke Zlatým Horám 13. února 1964.
Součástí Salisova je skupina chalup Srncov (dříve Königova Výšina, něm. Königsberg), směrem na Javornou, vzniklá v 19. století. Roku 1930 zde byly 4 domy a 18 lidí, v roce 2003 tři domy, z toho dva obývané.

### Vývoj počtu obyvatel
Počet obyvatel Salisova podle sčítání nebo jiných úředních záznamů:
| Rok            | 1869 | 1880 | 1890 | 1900 | 1910 | 1921 | 1930 | 1950 | 1961 | 1970 | 1980 | 1991 | 2001 |
| -------------- | ---- | ---- | ---- | ---- | ---- | ---- | ---- | ---- | ---- | ---- | ---- | ---- | ---- |
| Počet obyvatel | 256  | 287  | 309  | 306  | 330  | 286  | 288  | 117  | 107  | 76   | 47   | 34   | 45   |

1. ↑  z toho: 5 Čechoslováků, 257 Němců; všichni řím. kat.

V Salisově je evidováno 31 adres, vesměs čísel popisných (trvalé objekty). Při sčítání lidu roku 2001 zde bylo napočteno 30 domů, z toho 13 trvale obydlených.

## Rodáci
- Kurt Knispel (1921–1945), německý tankista

## Zajímavosti
- filiální kostel Narození P. Marie z roku 1894
- Dub u Salisova (památný strom)